# Errements et Tourments
Errements et Tourments (titre original : Irrungen, Wirrungen) est un roman allemand de l'écrivain réaliste Theodor Fontane, publié en 1888. 

## Résumé
Le roman se déroule à Berlin dans les années 1870. Y est présentée l'histoire d'amour impossible entre Lene Nimptsch, jeune repasseuse, et le baron Botho von Rienäcker, officier appartenant au monde aristocratique.
Madame Nimptsch et sa fille adoptive Lene habitent dans une maisonnette louée à monsieur et madame Dörr, qui tiennent une entreprise de jardinage près du Kurfürstendamm.  Lene rencontre Botho lors d'une promenade en barque à Stralau (de) qu'elle effectue avec Lina et son frère Rudolf le lundi de Pâques. Un bateau à vapeur serait passé sur leur embarcation sans l'intervention de Botho et d'un de ses camarades. À la suite de cet épisode, Botho commence à fréquenter Lene.
Botho passe notamment une soirée chez madame Nimptsch. Malgré ces moments privilégiés, Lene est consciente de la fragilité de leur relation. Botho ne tarde pas en effet à recevoir une lettre de son oncle qui voudrait le voir se marier au plus vite à une riche héritière, sa cousine Käthe von Sellenthin, car Botho et sa mère ont d'importants problèmes financiers.
Lene et Botho partent ensemble à la campagne, à l'auberge de l'Entrepôt Hankel (de), où ils passent une soirée et une nuit délicieuses. Mais le lendemain, ils rencontrent des camarades officiers de Botho qui gâchent leur enthousiasme. Il s'agit de leur dernière virée ensemble, et elle se termine dans une atmosphère morne. Lene voit bien que son avenir ne sera pas avec Botho.
Celui-ci finit par épouser Käthe. Bien qu'elle soit d'humeur très enjouée, il ne parvient pas à l'aimer au même degré que Lene.
Trois ans et demi s'écoulent. Lene et madame Nimptsch ont déménagé et fait connaissance d'un nouveau voisin, Gideon Franke, un homme déjà mûr, contremaître dans l'industrie, chrétien militant aux hautes exigences morales. Il envisage bientôt de se marier avec Lene, qui ne lui cache pas sa liaison passée avec Botho.
Sachant que Käthe est partie en cure, Gideon vient rendre visite à Botho, se présente comme le fiancé de Lene et lui demande, dans un souci de clarté, s'il peut confirmer ce qu'elle lui a révélé. À la fois surpris de cette démarche et ému, Botho confirme (« Lene ne ment jamais ») et exprime l'admiration qu'il conserve pour elle : « C'est une femme d'une rare qualité que vous avez trouvée, monsieur Franke. »
En sortant, Gideon apprend à Botho que madame Nimptsch est morte trois semaines plus tôt. Botho, qui avait promis à la vieille dame de déposer une couronne d'immortelles sur sa tombe, se rend au cimetière. Chez lui, bouleversé, il relit les lettres de Lene qu'il tenait cachées dans un tiroir secret, et les jette au feu.
Käthe revient. Peu de temps après, Lene et Franke se marient. Käthe, ignorant tout de l'ancienne histoire d'amour de son mari, tombe par hasard sur les noms des mariés dans le journal et s'en amuse, les trouvant tout à fait ridicules. Son mari lui répond par ces paroles ambiguës : « Qu'as-tu contre Gideon, Käthe ? Gideon est mieux que Botho ».

## Éditions

### Allemand
- (de) Theodor Fontane : Irrungen, Wirrungen. Roman. Leipzig: Verlag von F. W. Steffens, o. J. [1888], 284 S., s. Abb. rechts
- (de) Theodor Fontane : Irrungen, Wirrungen. Roman. Bearbeitet von Karen Bauer. Berlin 1997 (Große Brandenburger Ausgabe, Das erzählerische Werk, Bd. 10).  (ISBN 3-351-03122-X)

### Traduction française
- (fr) Theodor Fontane (trad. Georges Pauline), Errements et Tourments, Jours disparus, Frau Jenny Treibel, Effi Briest, Paris, Robert Laffont, coll. « Bouquins », 1981, 913 p. (ISBN 2-221-50263-9)